# دانشگاه ایالتی یانگزتاون
دانشگاه ایالتی یانگزتاون (انگلیسی: Youngstown State University) یکی از دانشگاه‌های دولتی در ایالت اوهایو است.  این دانشگاه در سال ۱۹۰۸ تاسیس شد و در سال ۱۹۳۱ به عنوان یانگزتاون شناخته شد. 